# Zmienność rytmu zatokowego
Zmienność rytmu zatokowego, HRV (ang. heart rate variability) - powtarzające się cyklicznie występowanie różnic odstępów RR w badaniu EKG, które zależy od oddziaływania mechanizmów kontrolujących na aktywność węzła zatokowo-przedsionkowego i jest odzwierciedleniem stanu czynnościowego układu autonomicznego serca.
Obniżona zmienność rytmu zatokowego jest wskaźnikiem niekorzystnego rokowania u pacjentów po zawale mięśnia sercowego, a także niezależnym czynnikiem ryzyka nagłego zgonu sercowego.